# António Ribeiro Telles
António de Jesus de Castro Palha Ribeiro Telles, más conocido como António Ribeiro Telles (Vila Franca de Xira, 14 de mayo de 1963), es un rejoneador portugués. Ha tenido como principales maestros a su padre, el rejoneador David Ribeiro Telles, y el destacado maestro de equitación Nuno Oliveira.

## Biografía
Hizo su debut en público en la plaza de Salvaterra de Magos el 12 de abril de 1975.
Comenzó las pruebas de rejoneador aprendiz en Vila Viçosa, el 9 de septiembre de 1979, lidiando un novillo de la ganadería de Simão Malta.
Tomó la alternativa en la plaza de toros de Campo Pequeno de Lisboa el 21 de junio de 1983, teniendo como padrino a David Ribeiro Telles, su padre, y como testigo a João Palha Ribeiro Telles, su hermano más mayor, participando también el novillero José Alexandre. Se lidiaron toros de las ganaderías de Ribeiro Telles y Herdade de Camarate.
Intérprete del toreo clásico, pero con un estilo muy propio en la ejecución de las suertes, que combina la pureza de los movimientos con el dominio de los toros, António Riberio Telles toreó en las plazas más destacadas del Portugal continental e islas, España, Francia, Colombia, México, Estados Unidos y Macao.
Debutó el 19 de marzo de 1986 en la plaza de toros de Las Ventas de Madrid, frente a toros de José Infante de Cámara.
Entre los triunfos que obtuvo durante su carrera, se destaca la actuación antológica que realizó en Campo Pequeno la noche del 18 de agosto de 1988, compartiendo cartel con Luis Miguel da Veiga y con João Moura, lidiando toros de Ernesto de Castro, los dos indultados; y el triunfo en la plaza de Ronda, Andalucía, el 8 de septiembre de 1996, cortando orejas junto a Pablo Hermoso de Mendoza.
El 8 de octubre de 2013 conmemoró sus 30 años de alternativa, lidiando en solitario seis toros de diferentes ganaderías (Victorino Martín, Pinto Barreiros, Ribeiro Telles, Vale Sorraia, Murteira Grave y Passanha), en la Plaza de toros Palha Blanco de Vila Franca de Xira. Ya en 1991, en la plaza de Almeirim, se encerró en solitario con seis toros de Pinto Barreiros. En 2015, en Coruche, en la tradicional corrida del 17 de agosto, lidió su toro n.º 100, de la ganadería de Murteira Grave.
El 10 de octubre de 2019 realizó su centésima actuación en Campo Pequeno, en la tradicional corrida portuguesa de gala a la antigua, con toros de Brito Paes, cerrando en esta plaza la temporada de 2019.
En 2009 se presentó su fotobiografía, titulada António Ribeiro Telles - 25 anos de alternativa.
Es bisnieto de David Luizello Godinho, rejoneador amador; hijo de David Ribeiro Telles, hermano de João Palha Ribeiro Telles, tío de Manuel Ribeiro Telles Bastos y de João Ribeiro Telles Jr., todos rejoneadores de alternativa; y tío António Ribeiro Telles Bastos, banderillero de alternativa.